# Parataeniophorus
Parataeniophorus is een geslacht van straalvinnige vissen uit de familie van wondervinnigen (Mirapinnidae). Het geslacht is voor het eerst wetenschappelijk beschreven in 1956 door Bertelsen & Marshall.

## Soorten
- Parataeniophorus bertelseni Shiganova, 1989
- Parataeniophorus brevis Bertelsen & Marshall, 1956
- Parataeniophorus gulosus Bertelsen & Marshall, 1956